# Песков, Виталий Викторович
Вита́лий Ви́кторович Песко́в (12 мая 1944 года, Москва — 12 марта 2002 года, там же) — советский и российский художник-карикатурист, аниматор, юморист

. 

## Биография
Виталий Песков мальчиком был зачислен в Суворовское училище, но ушёл оттуда, не окончив его.
Первая карикатура опубликована в московском журнале «Смена» в 1967 году. Редактор журнала посоветовал публиковаться ещё в других редакциях и дал телефоны и адреса, в том числе только что тогда открывшегося отдела юмора «Клуб 12 стульев» в «Литературной газете». Молодой Виталий (23 года) пришел туда, показал свои рисунки и был принят на работу, войдя в число карикатуристов «ЛГ», открывшей новый современный вид карикатуры (среди них — Вагрич Бахчанян, Владимир Иванов, Игорь Макаров). 
Работал также в мультипликации художником и режиссёром. Одна из самых известных работ — «Пиф-паф, ой-ой-ой!» (1980 год), где он выступил художником и режиссёром-постановщиком совместно с Гарри Бардиным.
Пескова много раз приглашали «КВН» в качестве члена жюри. Он работал также в телевизионных проектах: «Утренняя почта», «Вокруг смеха» и др. 
Виталий Песков — автор приблизительно 15 тысяч карикатур. В свои работах он делал акцент на жизни обычных людей.
Известные сюжеты его карикатур: двое спорят на кухне, поставив на кухонный стол табличку «Место протеста»; олицетворение "шаблонной советской фразы" «Партия — ум, честь и совесть нашей эпохи» — Честь и Совесть дерутся, а Ум валяется поверженный; стреноженный Пегас; редактор с табличкой-памяткой «Схема разделки пегаса» (подобные схемы разделки мясной туши в советское время висели в мясных магазинах); муж, вернувшись из командировки, жене: «Я не спрашиваю, где любовник. Я спрашиваю, где шкаф»; лебедь, рак и щука, дружно несущиеся к винному магазину; кот, лезущий в скворечник, предварительно вывесив табличку «Налоговая проверка»; пародия на роденовского «Мыслителя», у которого вместо головы — ягодицы; школьник в милиции с заезженной темой сочинения «Как я провел лето»; заботливая записка жене: «Я ненадолго вышел из КПСС, скоро буду»; посетитель, навещающий друга в тюрьме: «На воле ужас что творится»; бандиты-налетчики с призывом из телевизора: «Изменим жизнь к лучшему!»; театральный зритель с ружьем, скандирующий «Автора!»; банк в виде кукиша; военный в виде копилки; танк с предостережением: «При перевороте заносит»; банкет, где вместо тарелок на стол расставляются мышеловки; труба крематория с названием «Запасной выход»; знакомство на банкете высшего общества: «Бывшая свинарка» — «Бывший пастух»; безголовый интеллектуальный работник с табличкой «Голова находится на реставрации»; высокопоставленный сановник с глубокомысленным видом, но вместо мыслей — пустота.
Скончался 12 марта 2002 года в московской больнице после продолжительной болезни сердца.

### Семья
Мать — Александра Николаевна Пескова (1919—1991); отец — Виктор Дмитриевич Песков, военный.
Старшая сестра по матери — Любовь Фомичёва.
Гражданская жена — Ирина Коршикова (она же владелец авторского наследия по доверенностям самого автора). Приёмный сын — Виктор Коршиков (1983—2006), литературный переводчик и музыкальный критик, специалист по классической опере.
Сын Пётр от первого брака (с отцом никогда не проживал, познакомился с ним года за четыре до его смерти).

## Посмертные выставки и книги
При его жизни не было ни одной его персональной выставки или персонального издания (выходили только сборники или иллюстрации к юмористическим книгам, например, «Волки почётные. Клуб 12 стульев представляет»).
На следующий день после кончины художника из квартиры были украдены все деньги, всё имущество и рисунки.
С 12 по 25 апреля 2002 года, через месяц после смерти художника, не дожидаясь сороковин, в московском клубе «Муха» проходила персональная выставка 300 оригинальных рисунков «Виталий Песков: тот самый и другой», подготовленная при участии художника-бизнесмена Леонида Тишкова, не имеющего отношения к самому Пескову. Устроители объявили, что это все рисунки, которые им удалось найти в квартире художника на следующий день после его кончины. Эти же рисунки послужили основой для организации ещё нескольких вернисажей в Москве, изданий и публикаций.

Вдова художника, у которой сохранился второй (неполный) архив мужа (более трёх тысяч рисунков), совместно с друзьями провела несколько выставок карикатуры Виталия Пескова — в том числе в Нью-Йорке на Бродвее две большие персональные выставки в 2004 и 2005 году, и издала книгу воспоминаний «Виталию от Ирины. Памяти художника Виталия Пескова», куда вошло около 3 тыс. рисунков, сохранившихся в их семейном архиве и потому не украденные из московской квартиры. Это мемуарная книга, написанная в форме письма мужу, и повествуя о событиях после смерти В.Пескова, И. Е. Коршикова написала: «Игорь Макаров предпримет попытки хоть как-то приостановить эту вакханалию, переговорит с другим Игорем — Смирновым, но тот, в целом согласившись, резонно заметит, что бороться с Тишковым и его командой дело бесперспективное („Был бы жив Вася Дубов, тот бы не побоялся“) — никогда не ошибающаяся народная молва объяснит мне, что именно Тишков „держит“ карикатуру. А мы и не знали, что карикатуру теперь „держат“, просто злились, что „Литературная газета“ уже больше двух лет не платит деньги, которые нам так нужны. Может, если б заплатили, мне не надо было последние месяцы торчать в Америке, мы бы успели с операцией, и ты был бы жив…». В обзорной статье к 80-летию Виталия Пескова, «Песков. Карикатуры, которые мы потеряли. Вдова художника ищет его разграбленное наследие», говорится:
Ирина все эти годы, живя в Америке, ищет и собирает — через свой фейсбук — песковские рисунки, и с благодарностью примет копии любых работ, которые еще не были опубликованы на специальной страничке «Художник Виталий Песков». Они где-то есть — в библиотечных подшивках, в домашних старых альбомах с вырезками…
В 2008 году Ирина Коршикова безвозмездно передала весь имеющийся у неё архив (рисунки, публикации, письма и записки художника) в Российский государственный архив литературы и искусства.
РГАЛИ вышел с инициативой планирования к 65-летию художника (2009 год) проведения большой гала-выставки.

Однако выставка не состоялась. 29 декабря 2009 РГАЛИ развернул выставку его работ и открыл новогоднюю выставку на своем сайте.

## Мультфильмы
Художник-постановщик:
- «Ковбои в городе» (1973)
- «Маяковский смеется» (1975)
- «Дело в шляпе» (1975)
- «Стадион шиворот-навыворот» (1976)
- «От тебя одни слёзы» (1976)
- «Тебе — атакующий класс!» (1977)
- «Дима отправляется в путь» (1978)
- «Олимпиада-80. Плавание» (1980)
- «Пиф-паф, ой-ой-ой!» (1980)

Режиссёр-постановщик:
- «Дима отправляется в путь» (1978)
- «Пиф-паф, ой-ой-ой!» (совместно с Гарри Бардиным) (1980)

## Фильмы
- 1974 — «Дорогой мальчик» — комиксы.
- 1975 — «Ау-у!» — заставки в титрах фильма.
- 1975 — «Ирония судьбы, или С лёгким паром!» — мультзаставка о типовой застройке в начале художественного фильма.
- 1978 — «Эти невероятные музыканты, или Новые сновидения Шурика» — карикатуры с зебрами в песне «Полосатая жизнь» (в титрах не указан).

## Награды
Зарубежные:
- Много зарубежных премий и призов (Виталий Песков является лауреатом и победителем множества зарубежных конкурсов карикатуры).

Отечественные:
- Премия «Золотой телёнок» «Литературной Газеты» («Клуба 12 стульев») (дважды — 1973, 1986).
- Премия «Золотой Остап» (1995).[20]